# کارن موک
کارن موک (به انگلیسی: Karen Mok) (زاده ۲ ژوئن ۱۹۷۰)، بازیگر چینی است.
از کارهای معروف او می‌توان بازی در فیلم‌های خدای آشپزی، سلطان کمدی، دل اغواگر، ققنوس وارد می‌شود، دور دنیا در ۸۰ روز، پادشاهان آسمانی، جکی و خون‌آشامان، فوتبال شائولین و ..... را نام برد.

## فیلم‌شناسی کارن موک
سینما
| سال  | نام فیلم           | نقش  | نکته |
| ---- | ------------------ | ---- | ---- |
| ۱۹۹۵ | فرشتگان سقوط‌ کرده  |      |      |
| ۱۹۹۶ | خدای آشپزی         |      |      |
| ۱۹۹۶ | ماسک سیاه          |      |      |
| ۱۹۹۷ | آشپزخانه           |      |      |
| ۱۹۹۹ | سلطان کمدی         |      |      |
| ۱۹۹۹ | دل اغواگر          |      |      |
| ۲۰۰۱ | فوتبال شائولین     |      |      |
| ۲۰۰۲ | مبارزان            |      |      |
| ۲۰۰۳ | جکی و خون‌آشامان    | آیوی |      |
| ۲۰۰۴ | ققنوس وارد می‌شود   |      |      |
| ۲۰۰۴ | دور دنیا در ۸۰ روز |      |      |
| ۲۰۰۶ | پادشاهان آسمانی    |      |      |
| ۲۰۱۳ | مبارز تای چی       |      |      |